# Adeja Lambert
Adeja Onye Lambert (* 25. Januar 1996 in Rockford, Illinois) ist eine US-amerikanische Volleyballspielerin.

## Karriere
Lambert begann ihre Karriere an der Keith Country Day School und war dann an der Fusion Academey aktiv. Von 2014 bis 2017 studierte sie an der University of Michigan und spielte in der Universitätsmannschaft. 2018 wechselte die Außenangreiferin zum finnischen Erstligisten Pölkky Kuusamo. Mit dem Verein spielte sie in der Saison 2018/19 im Challenge Cup und wurde Dritte der nationalen Liga. In der folgenden Saison war sie erneut im Challenge Cup aktiv und ihr Team wurde beim Saisonabbruch als Tabellenführer zum finnischen Meister erklärt. 2020 wechselte Lambert zum deutschen Bundesligisten USC Münster. 2021 ging sie zurück nach Finnland zu Pölkky Kuusamo.